# Jan Storch
Jan Storch (zm. 28 listopada 1627) – polski admirał (prawdopodobnie pochodzenia szwedzkiego), dowódca polskiej piechoty morskiej w bitwie pod Oliwą.

## Życiorys

### Wczesne życie
Urodził się jako syn Klausa Storka. Według Abrahama Boota, holenderskiego posła, pochodził ze Szwecji. Możliwe, że należał do stronnictwa chcącego obsadzić Zygmunta III na szwedzkim tronie, przez co musiał wyemigrować do Polski.

### Bitwa
Początkowo, dowódcą piechoty miał być Wilhelm Appelmann, jednak przez jego chorobę funkcję objął Storch. Zaokrętowany został na Świętym Jerzym, odznaczył się przejęciem galeonu Tigern; prawdopodobnie osobiście zabił szwedzkiego admirała, Nilsa Stiernskölda. Jednak został śmiertelnie raniony kulą muszkietową w lewe oko i bez słowa zmarł.
4 grudnia (lub według niektórych źródeł, 2) odbył się oficjalny pogrzeb poległych w bitwie dowódców: Dickmanna, Stiernskölda i Storcha. Początkowo ciała wszystkich złożono w kościele farnym, jednak później ciało Storcha przeniesiono do kościoła świętego Jana.

## Upamiętnienie
- W 1629 w nawie głównej kościoła świętego Jana odsłonięto epitafium Jana Storcha[2][6].